# 55-XX
Classificazione delle ricerche matematiche: sezioni di livello 1

00-XX 01 03 05 06 08 | 11 12 13 14 15 16 17 18 19 20 22 | 26 28 30 31 32 33 34 35 37 39 40 41 42 43 44 45 46 47 49 | 
 51 52 53 54 55 57 58 | 60 62 65 68 | 70 74 76 78 | 80 81 82 83 85 86 | 90 91 92 93 94 97-XX
55-XX è la sigla della sezione primaria dello schema di classificazione MSC dedicata alla topologia algebrica.
La pagina attuale presenta la struttura ad albero delle sue sottosezioni secondarie e terziarie.

## 55-XX
topologia algebrica
- 55-00 opere di riferimento generale (manuali, dizionari, bibliografie ecc.)
- 55-01 esposizione didattica (libri di testo, articoli tutoriali ecc.)
- 55-02 presentazione di ricerche (monografie, articoli di rassegna)
- 55-03 opere storiche {!va assegnato almeno un altro numero di classificazione della sezione 01-XX}
- 55-04 calcolo automatico esplicito e programmi (non teoria della computazione o della programmazione)
- 55-06 atti, conferenze, collezioni ecc.

## 55Mxx
argomenti classici
{per la topologia degli spazi euclidei e delle varietà, vedi 57Nxx}
- 55M05 dualità
- 55M10 teoria della dimensione [vedi anche 54F45]
- 55M15 retrazioni di intorno assolute [vedi anche 54C55]
- 55M20 punti fissi e coincidenze [vedi anche 54H25]
- 55M25 grado, indice di avvolgimento
- 55M30 categoria di Ljusternik-Schnirelman (Lyusternik-Shnirel'man) di uno spazio
- 55M35 gruppi finiti di trasformazioni (inclusa la teoria di Smith) [vedi anche 57S17]
- 55M99 argomenti diversi dai precedenti, ma in questa sezione

## 55Nxx
teorie dell'omologia e teorie della coomologia
[vedi anche 57Txx]
- 55N05 tipi di Cech
- 55N07 omologie di Steenrod-Sitnikov
- 55N10 teoria singolare
- 55N15 K-teoria [vedi anche 19Lxx] {per la K-teoria algebrica, vedi 18F25, 19-XX}
- 55N20 teorie di omologia e di coomologia generalizzata (straordinaria)
- 55N22 teorie di bordismo e di cobordismo, leggi di gruppo formali [vedi anche 14L05, 19L41, 57R75, 57R77, 57R85, 57R90]
- 55N25 omologia con coefficienti locali, coomologia equivariante
- 55N30 coomologia dei fasci [vedi anche 18F20, 32C35, 32L10]
- 55N32 coomologia delle orbite?orbifold
- 55N33 omologia intersezione e coomologia intersezione
- 55N34 coomologia ellittica
- 55N35 altre teorie di omologia
- 55N40 assiomi per teorie di omologia e teoremi di unicità
- 55N45 prodotti ed intersezioni
- 55N91 omologia equivariante e coomologia equivariante [vedi anche 19L47]
- 55N99 argomenti diversi dai precedenti, ma in questa sezione

## 55Pxx
teoria di omotopia
{per il tipo di omotopia semplice, vedi 57Q10}
- 55P05 proprietà di estensione di omotopia, cofibrazioni
- 55P10 equivalenze di omotopia
- 55P15 classificazione del tipo di omotopia
- 55P20 spazi di Eilenberg-MacLane
- 55P25 dualità di Spanier-Whitehead
- 55P30 dualità di Eckmann-Hilton
- 55P35 spazi di cappi
- 55P40 sospensioni
- 55P42 teoria dell'omotopia stabile, spettri
- 55P43 spettri con struttura addizionale (R&infty;, A&infty;, spettri di anello ecc.)
- 55P45 H-spazi e loro duali
- 55P47 spazi di cappi infiniti
- 55P48 macchine per spazi di cappi, operad [vedi anche 18D50]
- 55P50 topologia delle stringhe
- 55P55 teoria della forma [vedi anche 54C56, 55Q07]
- 55P57 teoria dell'omotopia propria
- 55P60 localizzazione e completamento
- 55P62 teoria dell'omotopia razionale
- 55P65 funtori di omotopia
- 55P91 teoria dell'omotopia equivariante [vedi anche 19L47]
- 55P92 relazioni tra teorie dell'omotopia equivariante e non equivariante
- 55P99 argomenti diversi dai precedenti, ma in questa sezione

## 55Qxx
gruppi di omotopia
- 55Q05 gruppi di omotopia, generalità; insiemi di classi di omotopia
- 55Q07 gruppi di forma
- 55Q10 gruppi di omotopia stabile
- 55Q15 prodotti di Whitehead e generalizzazioni
- 55Q20 gruppi di omotopia di unioni a un punto, di giunzioni e di spazi semplici
- 55Q25 invarianti di Hopf
- 55Q35 operazioni in gruppi di omotopia
- 55Q40 gruppi di omotopia delle sfere
- 55Q45 omotopia stabile delle sfere
- 55Q50 J-morfismo [vedi anche 19L20]
- 55Q51 Vn-periodicità
- 55Q52 gruppi di omotopia di spazi speciali
- 55Q55 gruppi di coomotopia
- 55Q70 gruppi di omotopia di tipi speciali [vedi anche 55N05, 55N07]
- 55Q91 gruppi di omotopia equivariante [vedi anche 19L47]
- 55Q99 argomenti diversi dai precedenti, ma in questa sezione

## 55Rxx
fibrazioni e fibrati
[vedi anche 18F15, 32Lxx, 46M20, 57R20, 57R22, 57R25]
- 55R05 fibrazioni
- 55R10 fibrati
- 55R12 transfer
- 55R15 classificazione
- 55R20 successioni spettrali ed omologia delle fibrazioni [vedi anche 55Txx]
- 55R25 fibrati sferici e fibrati vettoriali
- 55R35 spazi classificanti di gruppi e di H-spazi
- 55R37 mappe tra spazi classificanti
- 55R40 omologia della classificazione degli spazi, classi caratteristiche [vedi anche 57Txx, 57R20]
- 55R45 omologia ed omotopia di BO e BU; periodicità di Bott
- 55R50 classi stabili di fibrati vettoriali, K-teoria [vedi anche 19Lxx] {per la K-teoria algebrica, vedi 18F25, 19-XX}
- 55R55 fibrazioni con singolarità
- 55R60 microfibrati e fibrati a blocchi [vedi anche 57N55, 57Q50]
- 55R65 generalizzazioni di fibrazioni e di fibrati
- 55R70 topologia per fibre
- 55R80 varietà discriminantali, spazi di configurazioni
- 55R91 fibrazioni equivarianti e fibrati equivarianti [vedi anche 19L47]
- 55R99 argomenti diversi dai precedenti, ma in questa sezione

## 55Sxx
operazioni ed ostruzioni
- 55S05 operazioni primarie di coomologia
- 55S10 algebra di Steenrod
- 55S12 operazioni di Dyer-Lashof
- 55S15 prodotti simmetrici, prodotti ciclici
- 55S20 operazioni di coomologia secondarie e superiori
- 55S25 operazioni di K-teoria ed operazioni di coomologia generalizzata [vedi anche 19D55, 19Lxx]
- 55S30 prodotti di Massey
- 55S35 teoria della ostruzione
- 55S36 estensioni e compressioni delle applicazioni
- 55S37 classificazione delle applicazioni
- 55S40 sezionamento di fibrazioni e di fibrati
- 55S45 sistemi di Postnikov, k-invarianti
- 55S91 operazioni equivarianti ed ostruzioni [vedi anche 19L47]
- 55S99 argomenti diversi dai precedenti, ma in questa sezione

## 55Txx
successioni spettrali
[vedi anche 18G40, 55R20]
- 55T05 generalità
- 55T10 successioni spettrali di Serre
- 55T15 successioni spettrali di Adams
- 55T20 successioni spettrali di Eilenberg-Moore [vedi anche 57T35]
- 55T25 coomologia generalizzata
- 55T99 argomenti diversi dai precedenti, ma in questa sezione

## 55Uxx
algebra omologica applicata e teoria delle categorie applicata
[vedi anche 18Gxx]
- 55U05 complessi astratti
- 55U10 complessi semisimpliciali
- 55U15 complessi di catene
- 55U20 teoremi dei coefficienti universali, operatore di Bockstein
- 55U25 omologia di un prodotto, formula di Kuenneth
- 55U30 dualità
- 55U35 teoria astratta ed assiomatica dell'omotopia
- 55U40 categorie topologiche, fondamenti della teoria dell'omotopia
- 55U99 argomenti diversi dai precedenti, ma in questa sezione